# 劍鋒
剑锋（法語：Le Fil de l'épée）是法国军事家、政治家夏爾·戴高樂于1932年完成的著作。當時正恰逢戰間期，而此時夏爾·戴高樂是法國軍隊中的一名中校。美国总统理查德·尼克松是二战后唯一一位热爱法语的美国总统，他非常欣赏戴高乐的作品，他一入主白宮就要求將剑锋翻譯成英文，而且他還把這本書放在他的床头邊。